# Эфендизаде, Хамдулла эфенди
Хамдулла эфенди Эфендизаде (азерб. Həmdulla əfəndi Əfəndizadə; 1870, Гялагах, Бакинская губерния — 3 июля 1929, Бёюк-Зиря, Апшеронский район) — один из активных участников национально-освободительного движения в Азербайджане, азербайджанский военный и общественный деятель в период существования Азербайджанской Демократической Республики, член Азербайджанского Парламента, входивший в партию «Иттихад», главный руководитель антисоветского Губинского восстания в 1920 г.
Хамдулла эфенди — внук известного учёного и святого шейха (эвлия) Ибрагима эфенди (Эфенди баба), сына Исмаила эфенди.

## Биография
Хамдулла эфенди родился в 1870 году в селе Галагах (ныне Шабранский район). Начальное образование получил в деревенской моллахане и медресе в Губе. Позже он окончил двухклассную русскую школу (1906) и изучал арабский, персидский и русский языки. 
Могила деда Хамдуллы эфенди, шейха Ибрагима эфенди, была местом паломничества населения, в то время как его отец Исмаил эфенди и его дядя Абдулвахаб эфенди были сосланы в Сибирь как «подстрекатели мюридизма» в 1880 году на «вольное» поселение. Исмаил эфенди там и умер, а Абдулвахаб эфенди вернулся на родину лишь 17 лет спустя.

## Деятельность
Эфендизаде принимал активное участие в политической жизни Азербайджана и был активным членом партии Иттихад. Согласно «Закону о создании азербайджанского меджлиси мабусана» Национального совета Азербайджана (19 ноября 1918 года) он был включен в республиканский парламент от Губинского района и входил в фракцию Иттихада.
Хамдулла эфенди Эфендизаде был одним из тех, кто оказал особые услуги в предотвращении зверств дашнаков во время геноцида, совершенного армянами против азербайджанцев в 1918 году. Воевал в составе антиармянских группировок, организованных под руководством губинского комиссара Али бека Зизикского. Когда армянские дашнаки, вторгшиеся в Девечинский район в апреле 1918 года, начали геноцид мирных азербайджанцев, Хамдулла эфенди вместе со своим союзником, беглецом Маилом, воевал против армян.

### Участие в Губинском восстании
Хамдулла эфенди осадил и уничтожил воинскую часть численностью 420 человек под командованием И.Милунина. После поражения И.Милунина командир 4-го Кавказского полка Моравский некоторое время не мог провести никаких существенных работ, но он начал концентрировать свои силы для нанесения решающего удара по войскам Хамдуллы эфенди. 5 сентября 1920 года 245-й стрелковый полк 32-й дивизии прибыл в район Девечи и был разбит в бою с Хамдуллой эфенди, занявшим позиции в направлении сел Газаглы-Галага. В этом бою воинская часть под командованием Шаломова была уничтожена. Русские, не имевшие возможности передвигаться по горной местности, потерпели неудачу. В боях у селения Лейти погибли 1 офицер и 30 солдат русских, а 7 офицеров и 60 солдат получили тяжелые ранения. В этом бою Моравский отступил, не забрав своих тел.
Одним из сильных отрядов на территории Губы руководил бывший депутат парламент АДР Хамдулла эфенди Эфендизаде. Его родной брат Шамсаддин Эфенди, турецкий офицер Исмаил Али Эфенди, Саттар Эфендиев, офицер национальной армии Шукюр бек также возглавляли восстание. Когда большевистский бронепоезд вошел в Азербайджан 27 апреля 1920 года, Эфендизаде и его сподвижники попытались заблокировать его, но были вынуждены отступить из-за неравенства сил. Вообще Хамдулла эфенди неоднократно сталкивался с армиями Давида Геловани, Амазаспа, Мартикяна, Чураева, Абрааба Велнуца в 18-е годы, а также Милунина, Моравского, Шаломова, Молонова, Мойера в 1920-е годы. Он лично уничтожил Лалаяну, устроившего резню в Шамахе. Губинское восстание, в котором приняли участие 5-6 тысяч человек, было жестоко подавлено в сентябре. В результате операций, проведённых под руководством Алигейдара Гараева и Левана Гогоберидзе, было убито 400—500 крестьян. Некоторые сёла сгорели в результате обстрела снарядами. Руководитель одного из крупных вооружённых повстанческих отрядов Хамдулла Эфенди отступил в высокогорные сёла, граничащие с Шемахой. Восставшие деревни перешли под контроль большевиков.